# Satyrus tancrei
Satyrus tancrei är en fjärilsart som beskrevs av Grum-grshimailo 1893. Satyrus tancrei ingår i släktet Satyrus och familjen praktfjärilar. Inga underarter finns listade.